# Xabataca
Xabataca  (Shabataka  ou Shebiteku, ? - 690 a.C.) foi 4º faraó da XXV dinastia egípcia, de origem núbia. E foi o 5º Rei da Dinastia Napata do Reino de Cuxe. Governou entre 702 a.C. e 690 a.C..

## Histórico
Xabataca era filho do rei Piiê, e sucedeu seu tio Xabaca. Logo após o entronamento Xabataca teve de enfrentar uma arena político-militar turbulenta. Xabataca ofereceu proteção militar aos Judeus e Fenícios contra as investidas do rei Senaqueribe. Com isso o apaziguamento com os Assírios que havia prosperado no final do governo de seu tio acabou frustrado. Mas de um lado, quando a capital de Ezequias em Jerusalém foi sitiada por Senaqueribe no verão de 701 a.C., os assírios não conseguiram tomar a cidade bem defendida. Por outro a vitória do então príncipe Taraca o general do rei Xabataca na Batalha de El-Tekeh, obrigou as tropas de Senaqueribe se reagruparem. Dessa forma ganhou-se um tempo, pois os assírios não mais perseguiam seu aliado judaico e temporariamente suspenderam seu avanço para o Egito. 
Xabataca foi casado com a sua tia, Amenirdis I, divina adoradora de Amom. A sua filha Xepenupete II ocuparia o mesmo cargo.[carece de fontes?]
Sua atividade construtora não foi tão intensa quanto a do seu antecessor, mas realizou algumas construções em Tebas, ampliou a capela de Osíris perto do templo principal de Amom. E construiu uma capela semelhante na margem do lago sagrado em Carnaque. 
Xabataca foi sepultado na pirâmide K 18 em el-Kurru , tendo sido sucedido pelo seu irmão Taraca.

## Titulatura
| nswt&bity |

| nswt&bity |

|             |     |           |
| \| \| \| \| |     |           |
|             |     |           |
| M8          | E10 | N18 · D28 |

| M8 | E10 | N18 · D28 |

|             |     |           |
| \| \| \| \| |     |           |
|             |     |           |
| M8          | E10 | N18 · D28 |

| M8 | E10 | N18 · D28 |

|             |     |           |
| \| \| \| \| |     |           |
|             |     |           |
| M8          | E10 | N18 · D28 |

| M8 | E10 | N18 · D28 |

|             |     |           |
| \| \| \| \| |     |           |
|             |     |           |
| M8          | E10 | N18 · D28 |

| M8 | E10 | N18 · D28 |

| G39 | N5 | \| \| |
|     |    |       |

|  |

| G39 | N5 | \| \| |
|     |    |       |

|  |

|             |     |                 |
| \| \| \| \| |     |                 |
|             |     |                 |
| N5          | R11 | D28 · D28 · D28 |

| N5 | R11 | D28 · D28 · D28 |

|             |     |                 |
| \| \| \| \| |     |                 |
|             |     |                 |
| N5          | R11 | D28 · D28 · D28 |

| N5 | R11 | D28 · D28 · D28 |

|             |     |                 |
| \| \| \| \| |     |                 |
|             |     |                 |
| N5          | R11 | D28 · D28 · D28 |

| N5 | R11 | D28 · D28 · D28 |

|             |     |                 |
| \| \| \| \| |     |                 |
|             |     |                 |
| N5          | R11 | D28 · D28 · D28 |

| N5 | R11 | D28 · D28 · D28 |